# Bryotropha
Bryotropha là một chi bướm đêm thuộc họ Gelechiidae. Trong số này, nó được đặt vào tông Anomologini của phân họ Gelechiinae; tông trước đây được xem là một phân họ riêng Anomologinae.

## Một số loài chọn lọc
Các loài thuộc chi Bryotropha gồm:
- Bryotropha affinis (Haworth, 1828)
- Bryotropha aliterrella (Rebel, 1935)
- Bryotropha arabica Amsel, 1952
- Bryotropha azovica Bidzilia, 1997
- Bryotropha basaltinella (Zeller, 1839)
- Bryotropha boreella (Douglas, 1851)
- Bryotropha desertella (Douglas, 1850)
- Bryotropha domestica (Haworth, 1828)
- Bryotropha dryadella (Zeller, 1850) (= B. saralella)
- Bryotropha figulella (Staudinger, 1859)
- Bryotropha galbanella (Zeller, 1839)
- Bryotropha gallurella Amsel, 1952
- Bryotropha heckfordi Karsholt & Rutten, 2005
- Bryotropha hendrikseni Karsholt & Rutten, 2005
- Bryotropha hulli Karsholt & Rutten, 2005
- Bryotropha italica Karsholt & Rutten, 2005
- Bryotropha nupponeni Karsholt & Rutten, 2005
- Bryotropha pallorella Amsel, 1952 (= B. mulinoides)
- Bryotropha patockai  Elsner & Karsholt, 2003
- Bryotropha plantariella (Tengström, 1848)
- Bryotropha plebejella (Zeller, 1847)
- Bryotropha politella (Stainton, 1851)
- Bryotropha purpurella (Zetterstedt, 1839)
- Bryotropha rossica Anikin & Piskunov, 1996
- Bryotropha sabulosella (Rebel, 1905)
- Bryotropha sattleri Nel, 2003
- Bryotropha senectella (Zeller, 1839)
- Bryotropha similis (Stainton, 1854) (= B. dufraneella)
- Bryotropha sutteri Karsholt & Rutten, 2005
- Bryotropha tachyptilella (Rebel, 1916)
- Bryotropha terrella
- Bryotropha umbrosella (Zeller, 1839) (= B. mundella)
- Bryotropha vondermuhlli Nel & Brusseaux, 2003
- Bryotropha wolschrijni Karsholt & Rutten, 2005

## Hình ảnh

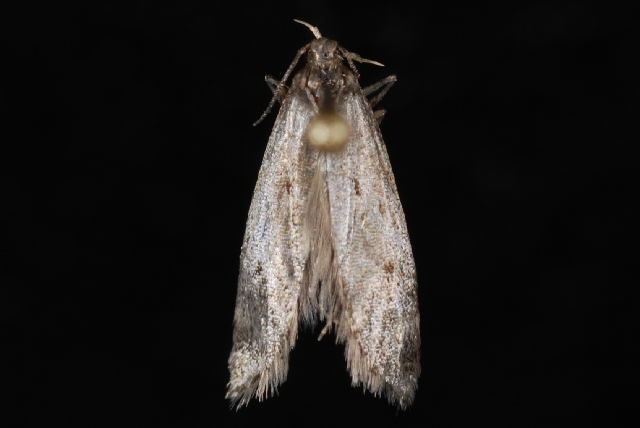
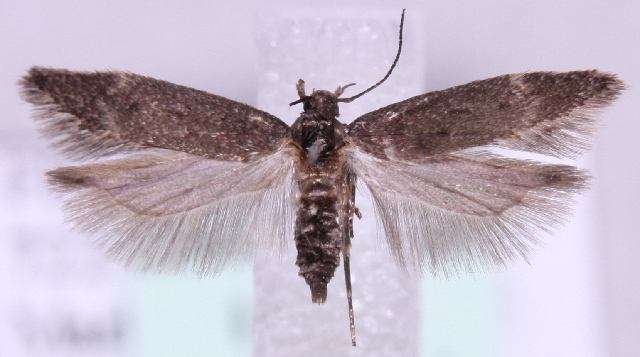
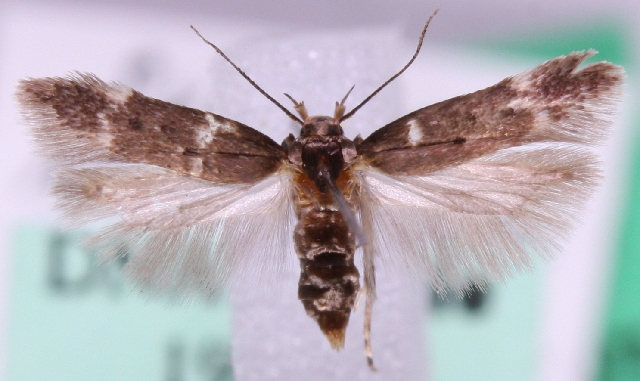